# Temporada da NFL de 2000
A Temporada de 2000 da NFL é a 81ª temporada regular da National Football League. A temporada terminou no Super Bowl XXXV quando o Baltimore Ravens derrotou o New York Giants.
A semana 1 da temporada foi revertido para o fim de semana do Dia do Trabalhador (Labor Day) de 2000 nos Estados Unidos. Esta foi a última temporada da NFL a ter um jogo no fim de semana do dia do trabalhado.

## Classificação
V = Vitórias, D = Derrotas, E = Empates, PCT = porcentagem de vitórias, PF= Pontos feitos, PS = Pontos sofridos
Classificados para os playoff estão marcados em verde
| AFC East               |    |    |   |      |     |     |
| Time                   | V  | D  | E | PCT  | PF  | PS  |
| (3) Miami Dolphins     | 11 | 5  | 0 | .688 | 323 | 226 |
| (6) Indianapolis Colts | 10 | 6  | 0 | .625 | 429 | 326 |
| New York Jets          | 9  | 7  | 0 | .563 | 321 | 321 |
| Buffalo Bills          | 8  | 8  | 0 | .500 | 315 | 350 |
| New England Patriots   | 5  | 11 | 0 | .313 | 276 | 338 |
| AFC Central            |    |    |   |      |     |     |
| Time                   | V  | D  | E | PCT  | PF  | PS  |
| (1) Tennessee Titans   | 13 | 3  | 0 | .813 | 346 | 191 |
| (4) Baltimore Ravens   | 12 | 4  | 0 | .750 | 333 | 165 |
| Pittsburgh Steelers    | 9  | 7  | 0 | .563 | 321 | 255 |
| Jacksonville Jaguars   | 7  | 9  | 0 | .438 | 367 | 327 |
| Cincinnati Bengals     | 4  | 12 | 0 | .250 | 185 | 359 |
| Cleveland Browns       | 3  | 13 | 0 | .188 | 161 | 419 |
| AFC West               |    |    |   |      |     |     |
| Time                   | V  | D  | E | PCT  | PF  | PS  |
| (2) Oakland Raiders    | 12 | 4  | 0 | .750 | 479 | 299 |
| (5) Denver Broncos     | 11 | 5  | 0 | .688 | 485 | 369 |
| Kansas City Chiefs     | 7  | 9  | 0 | .438 | 355 | 354 |
| Seattle Seahawks       | 6  | 10 | 0 | .375 | 320 | 405 |
| San Diego Chargers     | 1  | 15 | 0 | .063 | 269 | 440 |

| NFC East                 |    |    |   |      |     |     |
| Time                     | V  | D  | E | PCT  | PF  | PS  |
| (1) New York Giants      | 12 | 4  | 0 | .750 | 328 | 246 |
| (4) Philadelphia Eagles  | 11 | 5  | 0 | .688 | 351 | 245 |
| Washington Redskins      | 8  | 8  | 0 | .500 | 281 | 269 |
| Dallas Cowboys           | 5  | 11 | 0 | .313 | 294 | 361 |
| Arizona Cardinals        | 3  | 13 | 0 | .188 | 210 | 443 |
| NFC Central              |    |    |   |      |     |     |
| Time                     | V  | D  | E | PCT  | PF  | PS  |
| (2) Minnesota Vikings    | 11 | 5  | 0 | .688 | 397 | 371 |
| (5) Tampa Bay Buccaneers | 10 | 6  | 0 | .625 | 388 | 269 |
| Green Bay Packers        | 9  | 7  | 0 | .563 | 353 | 323 |
| Detroit Lions            | 9  | 7  | 0 | .563 | 307 | 307 |
| Chicago Bears            | 5  | 11 | 0 | .313 | 216 | 355 |
| NFC West                 |    |    |   |      |     |     |
| Time                     | V  | D  | E | PCT  | PF  | PS  |
| (3) New Orleans Saints   | 10 | 6  | 0 | .625 | 354 | 305 |
| (6) St. Louis Rams       | 10 | 6  | 0 | .625 | 540 | 471 |
| Carolina Panthers        | 7  | 9  | 0 | .438 | 310 | 310 |
| San Francisco 49ers      | 6  | 10 | 0 | .375 | 388 | 422 |
| Atlanta Falcons          | 4  | 12 | 0 | .250 | 252 | 413 |

### Desempate
- Green Bay terminou a frente de Detroit na NFC Central baseado em uma campanha melhor dentro da divisão (5-3 contra 3-5 do Lions).
- New Orleans terminou a frente de St. Louis na NFC West baseado em uma campanha melhor dentro da divisão (7-1 contra 5-3 do Rams).
- Tampa Bay terminou em segundo na NFC Wild Card pois venceu no confronto direto contra St. Louis.

## Playoffs
|  |                                      |                                      |                                      |                 |                 |                                  |                                             |                                  |                                             |                                             |                                             |                                       |                                       |                                       |  |  |  |  |
|  | 31 de dezembro - PSINet Stadium      | 31 de dezembro - PSINet Stadium      | 31 de dezembro - PSINet Stadium      |                 |                 | 7 de janeiro - Adelphia Coliseum | 7 de janeiro - Adelphia Coliseum            | 7 de janeiro - Adelphia Coliseum |                                             |                                             |                                             |                                       |                                       |                                       |  |  |  |  |
|  | 31 de dezembro - PSINet Stadium      | 31 de dezembro - PSINet Stadium      | 31 de dezembro - PSINet Stadium      |                 |                 | 7 de janeiro - Adelphia Coliseum | 7 de janeiro - Adelphia Coliseum            | 7 de janeiro - Adelphia Coliseum |                                             |                                             |                                             |                                       |                                       |                                       |  |  |  |  |
|  | 31 de dezembro - PSINet Stadium      | 31 de dezembro - PSINet Stadium      | 31 de dezembro - PSINet Stadium      |                 |                 | 7 de janeiro - Adelphia Coliseum | 7 de janeiro - Adelphia Coliseum            | 7 de janeiro - Adelphia Coliseum |                                             |                                             |                                             |                                       |                                       |                                       |  |  |  |  |
|  | 31 de dezembro - PSINet Stadium      | 31 de dezembro - PSINet Stadium      | 31 de dezembro - PSINet Stadium      |                 |                 | 7 de janeiro - Adelphia Coliseum | 7 de janeiro - Adelphia Coliseum            | 7 de janeiro - Adelphia Coliseum |                                             |                                             |                                             |                                       |                                       |                                       |  |  |  |  |
|  | 5                                    | Denver                               | 3                                    |                 |                 | 7 de janeiro - Adelphia Coliseum | 7 de janeiro - Adelphia Coliseum            | 7 de janeiro - Adelphia Coliseum |                                             |                                             |                                             |                                       |                                       |                                       |  |  |  |  |
|  | 5                                    | Denver                               | 3                                    | 4               | Baltimore       | 24                               |                                             |                                  |                                             |                                             |                                             |                                       |                                       |                                       |  |  |  |  |
|  | 4                                    | Baltimore                            | 21                                   | 4               | Baltimore       | 24                               |                                             |                                  | 14 de janeiro - Network Associates Coliseum | 14 de janeiro - Network Associates Coliseum | 14 de janeiro - Network Associates Coliseum |                                       |                                       |                                       |  |  |  |  |
|  | 4                                    | Baltimore                            | 21                                   | 1               | Tennessee       | 10                               |                                             |                                  | 14 de janeiro - Network Associates Coliseum | 14 de janeiro - Network Associates Coliseum | 14 de janeiro - Network Associates Coliseum |                                       |                                       |                                       |  |  |  |  |
|  |                                      |                                      |                                      | 1               | Tennessee       | 10                               |                                             |                                  | 14 de janeiro - Network Associates Coliseum | 14 de janeiro - Network Associates Coliseum | 14 de janeiro - Network Associates Coliseum |                                       |                                       |                                       |  |  |  |  |
|  | AFC                                  |                                      |                                      |                 |                 |                                  |                                             |                                  | 14 de janeiro - Network Associates Coliseum | 14 de janeiro - Network Associates Coliseum | 14 de janeiro - Network Associates Coliseum |                                       |                                       |                                       |  |  |  |  |
|  | 30 de dezembro - Pro Player Stadium  | 30 de dezembro - Pro Player Stadium  | 30 de dezembro - Pro Player Stadium  | 4               | Baltimore       | 16                               |                                             |                                  |                                             |                                             |                                             |                                       |                                       |                                       |  |  |  |  |
|  | 30 de dezembro - Pro Player Stadium  | 30 de dezembro - Pro Player Stadium  | 30 de dezembro - Pro Player Stadium  | 4               | Baltimore       | 16                               | 6 de janeiro - Network Associates Coliseum  |                                  |                                             |                                             |                                             |                                       |                                       |                                       |  |  |  |  |
|  | 30 de dezembro - Pro Player Stadium  | 30 de dezembro - Pro Player Stadium  | 30 de dezembro - Pro Player Stadium  |                 | 2               | Oakland                          | 3                                           |                                  |                                             |                                             |                                             |                                       |                                       |                                       |  |  |  |  |
|  | 30 de dezembro - Pro Player Stadium  | 30 de dezembro - Pro Player Stadium  | 30 de dezembro - Pro Player Stadium  |                 | 2               | Oakland                          | 3                                           |                                  |                                             |                                             |                                             |                                       |                                       |                                       |  |  |  |  |
|  | 6                                    | Indianapolis                         | 17                                   | Campeão da AFC  | Campeão da AFC  | Campeão da AFC                   |                                             |                                  |                                             |                                             |                                             |                                       |                                       |                                       |  |  |  |  |
|  | 6                                    | Indianapolis                         | 17                                   | Campeão da AFC  | Campeão da AFC  | Campeão da AFC                   | 3                                           | Miami                            | 0                                           |                                             |                                             |                                       |                                       |                                       |  |  |  |  |
|  | 3                                    | Miami                                | 23*                                  | Campeão da AFC  | Campeão da AFC  | Campeão da AFC                   | 3                                           | Miami                            | 0                                           |                                             |                                             | 28 de janeiro - Raymond James Stadium | 28 de janeiro - Raymond James Stadium | 28 de janeiro - Raymond James Stadium |  |  |  |  |
|  | 3                                    | Miami                                | 23*                                  | Campeão da AFC  | Campeão da AFC  | Campeão da AFC                   | 2                                           | Oakland                          | 27                                          |                                             |                                             | 28 de janeiro - Raymond James Stadium | 28 de janeiro - Raymond James Stadium | 28 de janeiro - Raymond James Stadium |  |  |  |  |
|  | Playoffs de Wild Card                |                                      |                                      |                 |                 |                                  | 2                                           | Oakland                          | 27                                          |                                             |                                             | 28 de janeiro - Raymond James Stadium | 28 de janeiro - Raymond James Stadium | 28 de janeiro - Raymond James Stadium |  |  |  |  |
|  | Playoffs de Divisão                  |                                      |                                      |                 |                 |                                  |                                             |                                  |                                             |                                             |                                             | 28 de janeiro - Raymond James Stadium | 28 de janeiro - Raymond James Stadium | 28 de janeiro - Raymond James Stadium |  |  |  |  |
|  | 30 de dezembro - Louisiana Superdome | 30 de dezembro - Louisiana Superdome | 30 de dezembro - Louisiana Superdome | A4              | Baltimore       | 34                               |                                             |                                  |                                             |                                             |                                             |                                       |                                       |                                       |  |  |  |  |
|  | 30 de dezembro - Louisiana Superdome | 30 de dezembro - Louisiana Superdome | 30 de dezembro - Louisiana Superdome | A4              | Baltimore       | 34                               | 6 de janeiro - Hubert H. Humphrey Metrodome |                                  |                                             |                                             |                                             |                                       |                                       |                                       |  |  |  |  |
|  | 30 de dezembro - Louisiana Superdome | 30 de dezembro - Louisiana Superdome | 30 de dezembro - Louisiana Superdome |                 | N1              | N.Y. Giants                      | 7                                           |                                  |                                             |                                             |                                             |                                       |                                       |                                       |  |  |  |  |
|  | 30 de dezembro - Louisiana Superdome | 30 de dezembro - Louisiana Superdome | 30 de dezembro - Louisiana Superdome |                 | N1              | N.Y. Giants                      | 7                                           |                                  |                                             |                                             |                                             |                                       |                                       |                                       |  |  |  |  |
|  | 6                                    | St. Louis                            | 28                                   | Super Bowl XXXV | Super Bowl XXXV | Super Bowl XXXV                  |                                             |                                  |                                             |                                             |                                             |                                       |                                       |                                       |  |  |  |  |
|  | 6                                    | St. Louis                            | 28                                   | Super Bowl XXXV | Super Bowl XXXV | Super Bowl XXXV                  | 3                                           | New Orleans                      | 16                                          |                                             |                                             |                                       |                                       |                                       |  |  |  |  |
|  | 3                                    | New Orleans                          | 31                                   | Super Bowl XXXV | Super Bowl XXXV | Super Bowl XXXV                  | 3                                           | New Orleans                      | 16                                          |                                             |                                             | 14 de janeiro - Giants Stadium        | 14 de janeiro - Giants Stadium        | 14 de janeiro - Giants Stadium        |  |  |  |  |
|  | 3                                    | New Orleans                          | 31                                   | Super Bowl XXXV | Super Bowl XXXV | Super Bowl XXXV                  | 2                                           | Minnesota                        | 34                                          |                                             |                                             | 14 de janeiro - Giants Stadium        | 14 de janeiro - Giants Stadium        | 14 de janeiro - Giants Stadium        |  |  |  |  |
|  |                                      |                                      |                                      |                 |                 |                                  | 2                                           | Minnesota                        | 34                                          |                                             |                                             | 14 de janeiro - Giants Stadium        | 14 de janeiro - Giants Stadium        | 14 de janeiro - Giants Stadium        |  |  |  |  |
|  | NFC                                  |                                      |                                      |                 |                 |                                  |                                             |                                  |                                             |                                             |                                             | 14 de janeiro - Giants Stadium        | 14 de janeiro - Giants Stadium        | 14 de janeiro - Giants Stadium        |  |  |  |  |
|  | 31 de dezembro - Veterans Stadium    | 31 de dezembro - Veterans Stadium    | 31 de dezembro - Veterans Stadium    | 2               | Minnesota       | 0                                |                                             |                                  |                                             |                                             |                                             |                                       |                                       |                                       |  |  |  |  |
|  | 31 de dezembro - Veterans Stadium    | 31 de dezembro - Veterans Stadium    | 31 de dezembro - Veterans Stadium    | 2               | Minnesota       | 0                                | 7 de janeiro - Giants Stadium               |                                  |                                             |                                             |                                             |                                       |                                       |                                       |  |  |  |  |
|  | 31 de dezembro - Veterans Stadium    | 31 de dezembro - Veterans Stadium    | 31 de dezembro - Veterans Stadium    |                 | 1               | N.Y. Giants                      | 41                                          |                                  |                                             |                                             |                                             |                                       |                                       |                                       |  |  |  |  |
|  | 31 de dezembro - Veterans Stadium    | 31 de dezembro - Veterans Stadium    | 31 de dezembro - Veterans Stadium    |                 | 1               | N.Y. Giants                      | 41                                          |                                  |                                             |                                             |                                             |                                       |                                       |                                       |  |  |  |  |
|  | 5                                    | Tampa Bay                            | 3                                    | Campeão da NFC  | Campeão da NFC  | Campeão da NFC                   |                                             |                                  |                                             |                                             |                                             |                                       |                                       |                                       |  |  |  |  |
|  | 5                                    | Tampa Bay                            | 3                                    | Campeão da NFC  | Campeão da NFC  | Campeão da NFC                   | 4                                           | Philadelphia                     | 10                                          |                                             |                                             |                                       |                                       |                                       |  |  |  |  |
|  | 4                                    | Philadelphia                         | 21                                   | Campeão da NFC  | Campeão da NFC  | Campeão da NFC                   | 4                                           | Philadelphia                     | 10                                          |                                             |                                             |                                       |                                       |                                       |  |  |  |  |
|  | 4                                    | Philadelphia                         | 21                                   | Campeão da NFC  | Campeão da NFC  | Campeão da NFC                   | 1                                           | N.Y. Giants                      | 20                                          |                                             |                                             |                                       |                                       |                                       |  |  |  |  |
|  |                                      |                                      |                                      |                 |                 |                                  | 1                                           | N.Y. Giants                      | 20                                          |                                             |                                             |                                       |                                       |                                       |  |  |  |  |

 * Vitórias na prorrogação

### AFC
- Jogos de Wild-Card: MIAMI 23, Indianapolis 17 (OT); BALTIMORE 21, Denver 3
- Playoffs de divisão: OAKLAND 27, Miami 0; Baltimore 24, TENNESSEE 10
- AFC Championship: Baltimore 16, OAKLAND 3 no Network Associates Coliseum, em Oakland, Califórnia, 14 de janeiro de 2001

### NFC
- Jogos de Wild-Card: NEW ORLEANS 31, St. Louis 28; PHILADELPHIA 21, Tampa Bay 3
- Playoffs de divisão: MINNESOTA 34, New Orleans 16; N.Y. GIANTS 20, Philadelphia 10
- NFC Championship: N.Y. GIANTS 41, Minnesota 0 no Giants Stadium, East Rutherford, Nova Jersey, 14 de janeiro de 2001

### Super Bowl
- Super Bowl XXXV: Baltimore (AFC) 34, N.Y. Giants (NFC) 7 no Raymond James Stadium, Tampa, Florida, 28 de janeiro de 2001

## Marcas importantes
Os seguintes times e jogadores quebraram recordes da NFL durante esta temporada:
| Recorde                                              | Jogador/Time                      | Data/Oponente               | Antigo recorde                                                     |
| ---------------------------------------------------- | --------------------------------- | --------------------------- | ------------------------------------------------------------------ |
| Maior número de jardas terrestres, Jogo              | Corey Dillon, Cincinnati (278)    | 22 de outubro, vs. Denver   | Walter Payton, Chicago vs. Minnesota, 20 de novembro de 1977 (275) |
| Maior número de recepções, Jogo                      | Terrell Owens, San Francisco (20) | 17 de dezembro, vs. Chicago | Tom Fears, L.A. Rams vs. Green Bay, 3 de dezembro de 1950 (18)     |
| Maior número de pontos, Carreira                     | Gary Anderson, Minnesota          | 22 de outubro, vs. Buffalo  | George Blanda 1949-1975 (2,002)                                    |
| Maior número de conversões de 2-pontos, Jogo         | St. Louis (4)                     | 15 de outubro, vs. Atlanta  | Empatado com outros 2 times (3)                                    |
| Maior número de jardas por um time, Temporada        | St. Louis (7,075)                 | N/A                         | Miami, 1984 (6,936)                                                |
| Maior número de jardas aéreas por um time, Temporada | St. Louis (5,232)                 | N/A                         | Miami, 1984 (5,018)                                                |

## Lideres em estatísticas na Temporada Regular

### Time
| Pontos marcados                 | St. Louis Rams (540)     |
| Total de jardas                 | St. Louis Rams (7,075)   |
| Jardas terrestres               | Oakland Raiders (2,470)  |
| Jardas aéreas                   | St. Louis Rams (5,232)   |
| Menos pontos cedidos            | Baltimore Ravens (165)   |
| Menos jardas cedidas            | Tennessee Titans (3,813) |
| Menos jardas terrestres cedidas | Baltimore Ravens (970)   |
| Menos jardas aéreas cedidas     | Tennessee Titans (2,423) |

### Individual
| Pontos                       | Marshall Faulk, St. Louis (160 pontos)                                    |
| Touchdowns                   | Marshall Faulk, St. Louis (26 TDs)                                        |
| Mais field goals feitos      | Matt Stover, Baltimore (35 FGs)                                           |
| Jardas terrestres            | Edgerrin James, Indianapolis (1,709 jardas)                               |
| Rating                       | Brian Griese, Denver (102.9 rating)                                       |
| Passes para touchdown        | Daunte Culpepper, Minnesota e Peyton Manning, Indianapolis (33 TDs)       |
| Recepções                    | Marvin Harrison, Indianapolis e Muhsin Muhammad, Carolina (102 recepções) |
| Jardas recebidas             | Torry Holt, St. Louis (1,635)                                             |
| Jardas por retorno (Punt)    | Jermaine Lewis, Baltimore (16.1 jardas de média)                          |
| Jardas por retorno (Kickoff) | Darrick Vaughn, Atlanta (27.7 jardas de média)                            |
| Interceptações               | Darren Sharper, Green Bay (9)                                             |
| Jardas por Punt              | Darren Bennett, San Diego (46.2 jardas de média)                          |
| Sacks                        | La'Roi Glover, New Orleans (17)                                           |

## Prêmios
| Jogador Mais Valioso                                             | Marshall Faulk, Running back, St. Louis |
| NFL Coach of the Year (Treinador do Ano)                         | Jim Haslett, New Orleans                |
| NFL Offensive Player of the Year (Jogador Ofensivo do Ano)       | Marshall Faulk, Running back, St. Louis |
| NFL Defensive Player of the Year (Jogador Defensivo do Ano)      | Ray Lewis, Linebacker, Baltimore        |
| NFL Offensive Rookie of the Year (Novato Ofensivo do Ano)        | Mike Anderson, Running Back, Denver     |
| NFL Defensive Rookie of the Year Award (Novato Defensivo do Ano) | Brian Urlacher, Linebacker, Chicago     |
| NFL Comeback Player of the Year                                  | Joe Johnson, Defensive End, New Orleans |